# Microtus subterraneus
L'arvicola sotterranea (Microtus subterraneus de Selys-Longchamps, 1836) è un piccolo roditore della famiglia dei Cricetidi.

## Descrizione
È simile all'arvicola campestre (Microtus arvalis) ma raggiunge dimensioni minori. È lunga, coda esclusa, circa 9 cm mentre la coda raggiunge i 3,5 cm. Può pesare fino a 20 g.
La pelliccia ricorda quella delle talpe. Le orecchie, prive di peli, sono quasi completamente nascoste da essa.
Il dorso è di colore grigio-marrone ed è più scuro di quello delle altre specie del genere Microtus, mentre la parte ventrale è grigio-argentea.

## Distribuzione e habitat
Vive lungo le coste atlantiche della Francia, nei Paesi Bassi, Svizzera, Repubblica Ceca, Italia, Ucraina, Romania, Grecia e Turchia.
È frequente in zone umide e fresche ai margini di boschi, pascoli e campi coltivati.

## Biologia
È una specie fortemente fossoria e scava gallerie estese  e profonde.
Sono animali sociali attivi di notte e al tramonto.

### Alimentazione
Si nutrono di radici e tuberi sotterranei. Occasionalmente si spingono in superficie per nutrirsi di frutti e semi.

## Sistematica
Appartiene al sottogenere Terricola ed è facilmente confondibile con Microtus multiplex.
In Italia sono presenti le seguenti sottospecie:
- M. s. kupelwieseri
- M. s. incertoides[2]

## Conservazione
La IUCN red list classifica questa specie come a basso rischio (Least Concern).